# Péter Medgyessy
Péter Medgyessy (n. 1942), político, fue el primer ministro de Hungría entre 2002 y 2004.
Nacido en Budapest, estudió Economía en la Universidad Corvinus. Se graduó en 1966 y después obtuvo el doctorado. Habla francés, rumano, inglés y ruso.
Candidato del partido político MSZP, sucedió al primer ministro Viktor Orbán en el 2002, luego de que su partido se asociase con el SZDSZ, obteniendo la mayoría de los votos en el parlamento.